# See-Elefanten-Bucht
Die See-Elefanten-Bucht ist eine kleine Bucht der Drakestraße an der Westküste von King George Island, der größten der Südlichen Shetlandinseln.
Sie liegt im Nordwesten der Fildes-Halbinsel, südlich der Berlininseln; südlich schließt sich die Granitbucht an. In die Bucht münden Gletscher-, See-Elefanten- und Moosbach.
Im Rahmen zweier deutscher Expeditionen zur Fildes-Halbinsel in den Jahren 1981/82 und 1983/84 unter der Leitung von Dietrich Barsch (Geographisches Institut der Universität Heidelberg) und  Gerhard Stäblein (Geomorphologisches Laboratorium der Freien Universität Berlin) wurden zahlreiche bis dahin unbenannte geographische Objekte der Fildes-Halbinsel neu benannt. Namensgeber für diese Bucht ist der Südliche See-Elefant.
Im Composite Gazetteer of Antarctica des Scientific Committee on Antarctic Research (SCAR) wird die Bucht irrtümlich mit der Elephant Seal Cove der Bransfieldstraße östlich der King George Bay gleichgesetzt, offenbar weil der von Deutschland ans SCAR gemeldete Datensatz bis 2020 keine Beschreibung enthielt und die beiden Buchten genau einen Längengrad voneinander entfernt auf derselben Insel liegen.
Sie dürfte stattdessen eher mit der Gradziński Cove (62° 9′ 0″ S, 58° 55′ 30″ W) gleichzusetzen sein, die als „südlich des West Foreland“ beschrieben wird.